# Forêts orientales de la chaîne des Cascades
Localisation
L'écorégion appelée par le WWF forêts orientales de la chaîne des Cascades est une région montagneuse qui s’étend dans les États de Washington et de l’Oregon au nord-ouest des États-Unis jusqu’au nord de la Californie. Cette écorégion, composée essentiellement d'une forêt de conifères, occupe 55 200 km2 et se compose en grande partie de la section orientale de la chaîne des Cascades.
La zone accueille des aires sauvages comme la William O. Douglas Wilderness, la Norse Peak Wilderness, la Mount Adams Wilderness et la Indian Heaven Wilderness.
Par rapport à l’écorégion forêts du centre et du sud de la chaîne des Cascades située plus à l’ouest, la zone se caractérise par un climat plus sec ce qui a un impact sur le type de végétation. La zone est essentiellement couverte de forêts de conifères comme le Pin ponderosa, le Sapin de Douglas et le Sapin subalpin. À basse altitude, le Genévrier occidental est très présent.